# Japanese Aero Engine Corporation
Japanese Aero Engines Corporation és un consorci de grans empreses japoneses (Kawasaki Heavy Industries, Ishikawajima-Harima Heavy Industries i Mitsubishi Heavy Industries) format el 1981. A finals de la dècada del 1970, aquestes empreses s'havien associat amb Rolls-Royce per ajudar a desenvolupar l'RJ500, un turboventilador de 89 kN per a avions civils. Tot i que se n'arribaren a construir i provar dos prototips, el projecte RJ500 fou cancel·lat després que Boeing es decantés per un altre motor, el CFM56-3, per al Boeing 737-300.
Cap al 1982, el consorci es concentrà en el desenvolupament d'un motor més avançat de la categoria d'empenyiment de 110 kN per a avions de 150 seients. Pratt & Whitney, MTU i FiatAvio s'uniren al consorci, ja rebatejat International Aero Engines, poc després. La V del nom del motor, IAE V2500, representa, en xifres romanes, el nombre 5, en referència als cinc fabricants de motors d'aviació originals del consorci. Per altra banda, el 2500 es refereix a l'empenyiment de 25.000 lbf (111 kN) que en proporcionava la versió inicial. FiatAvia abandonà el consorci més endavant.
A juny del 2011 hi havia uns 4.500 motors V2500 en servei i comandes per a uns altres 2.000.